# Ankara Cup 2011
L'Ankara Cup 2011 è stato un torneo professionistico di tennis femminile giocato sul cemento. È stata la 1ª edizione del torneo, che fa parte dell'ITF Women's Circuit nell'ambito dell'ITF Women's Circuit 2011. Si è giocato a Ankara in Turchia dal 19 al 24 dicembre 2011.

## Partecipanti

### Teste di serie
| Nazionalità | Giocatrice             | Ranking* | Testa di serie |
| ----------- | ---------------------- | -------- | -------------- |
| Francia     | Stéphanie Foretz Gacon | 102      | 1              |
| Romania     | Alexandra Cadanțu      | 109      | 2              |
| Russia      | Valerija Savinych      | 135      | 3              |
| Russia      | Nina Bratčikova        | 145      | 4              |
| Francia     | Caroline Garcia        | 147      | 5              |
| Francia     | Kristina Mladenovic    | 154      | 6              |
| Romania     | Mihaela Buzărnescu     | 160      | 7              |
| Romania     | Mădălina Gojnea        | 187      | 8              |

- 1 Ranking al 12 dicembre 2011.

### Altre partecipanti
Giocatrici che hanno ricevuto una wild card:
- Başak Eraydın
- Sultan Gönen
- Naz Karagöz
- İpek Soylu

Giocatrici che sono passate dalle qualificazioni:
- Laura-Ioana Andrei
- Oksana Kalašnikova
- Marina Mel'nikova
- Ekaterina Jašina
- Ekaterine Gorgodze (lucky loser)
- Polina Pekhova (lucky loser)

Giocatrici che sono entrate nel tabellone con uno special ranking:
- Katalin Marosi

## Campionesse

### Singolare
Kristina Mladenovic ha battuto in finale  Valerija Savinych, 7–5, 5–7, 6–1

### Doppio
Nina Bratčikova /  Darija Jurak hanno battuto in finale  Janette Husárová /  Katalin Marosi, 6–4, 6–2